# Гудовка (Хлевенский район)
Гудовка — деревня в Дмитряшевском сельсовете Хлевенского района Липецкой области.

## География
Деревня Гудовка находится в 2 км на Запад от села Хлевное, по дороге на Тербуны, на правом берегу реки Дон.
Деревня начинается сразу же за мостом через Дон с левой стороны дороги.
Нижняя часть деревни расположена на самом берегу Дона. Но здесь всего лишь несколько домиков, так как раньше Дон в этом месте сильно разливался и дома на берегу подтапливались. Большая часть деревни находится на горе. Последние дома находятся довольно далеко от реки и от дороги и расположены уже на опушке смешанного леса с вековыми дубами.
Гудовка, где проживает  365 человек, как самостоятельный населённый пункт, потеряла своё значение и стала частью села Дмитряшевка. Одно село плавно переходит в другое. Разделяет их глубокий лог, изрезанный тропами коротких путей из одного села в другое.
Гудовка протянулась вдоль дороги на Тербуны, а Дмитряшевка вдоль Дона в старой её части и вдоль дороги к дальним сёлам юга Хлевенского района в новой.
В селе несколько улиц, 3 магазина, автобусная остановка.

## Население
| 1859 | 2009 | 2010 |
| ---- | ---- | ---- |
| 862  | ↘393 | ↘387 |

## Достопримечательности
Знаменита Гудовка своим святым источником. Он расположен на опушке леса, хорошо оборудован, и поддерживается в отличном состоянии администрацией с. Дмитряшевка. Купель популярна у купальщиков круглый год. А в сочельник собираются здесь жители окрестных сёл, чтобы окунуться в священную воду. Постоянно ездят сюда и за водой, которая необыкновенно чиста и вкусна.